# Моклеков
Моклеків, або Моклеков — давньоруське місто в Галицькій землі. Згадане у Іпатіївському літописі 1211.
Було розташоване поблизу колишнього х. Мокляки, нині на околиці села Біла Чортківського району Тернопільської області, на лівому березі річки Серет поблизу впадіння його лівої притоки — потічка Порієво.
Давньоруський комплекс XII-1-ї пол. XIII ст. становили 4 городища і некрополь. Дитинець Моклекова був в урочищі «Батурова гора», до якого зі заходу примикало городище Монастириська з курганним некрополем.
Два інші городища були на лівому березі потічка Порієво в урочищі «Контурова гора» і «Чорна».
У 1993 комплекс досліджувала археологічна експедиція ТОКМ під керівництвом  археолога Олега Гаврилюка та за участі Володимира Добрянського; тут виявлено вироби з бронзи, уламки скляних браслетів, фрагменти кераміки, що зумовило остаточне вирішення питання про локалізацію літописного града.